# Фрањо Штјефунко
 Фрањо Штјефунко  (слч. Fraňo Štefunk; рођен: 4. август 1903, Влчковце — 6. април 1974. Мартин), био је словачки вајар ликовни педагог и редактор.
Након студија уметности у Прагу се 1932. године преселио у Мартин и ту је радио као редактор ликовне рубрике часописа Slovenské pohľady. Две године наком долазка у Мартин почео је да ствара самостално и постао је један од оснивача словачког вајарства. Поред тога што је извајао многе значајне личности он се посветио и монументима словачке историје.
1968. године оцењен је титулом народног уметника Чехословачке.

## Избор из дела
- 1932. — Портрет др. Јозефа Шкултетија
- -споменик и кип Андреја Хлинке
- -кип Јан Колара у Мошовцима
- 1957. — Споменик Андреј Сладковича
- -споменик Павол Орсаг Хвиездослава
- Откривено: 2012 - Биста Милану Хоџи поклон Словачке владе Кулпину у Војводини